# Louviers
Louviers – miejscowość i gmina we Francji, w regionie Normandia, w departamencie Eure.
Według danych na rok 1990 gminę zamieszkiwało 18 658 osób, a gęstość zaludnienia wynosiła 690 osób/km² (wśród 1421 gmin Górnej Normandii Louviers plasuje się na 12 miejscu pod względem liczby ludności, natomiast pod względem powierzchni na miejscu 19).